# Amargosa (Bahia)
Amargosa est une municipalité brésilienne de l'État de Bahia.
Sa population était estimée à 33 931 habitants en 2010 et elle s'étend sur 435,932 km2.
Elle appartient à la Microrégion de Jequié dans la Mésorégion du Centre-Sud de Bahia.

## Maires
| Période | Période | Identité       | Étiquette | Qualité |
| ------- | ------- | -------------- | --------- | ------- |
| 2009    | 2012    | Valmir Sampaio | PT        |         |

1. ↑  IBGE